# Saint-Pierre-Avez
Saint-Pierre-Avez is een gemeente in het Franse departement Hautes-Alpes (regio Provence-Alpes-Côte d'Azur) en telt 22 inwoners (2009). De plaats maakt deel uit van het arrondissement Gap.

## Geografie
De oppervlakte van Saint-Pierre-Avez bedraagt 10,0 km², de bevolkingsdichtheid is dus 2,2 inwoners per km².
Het dorp ligt op 750 meter boven zeeniveau en kent daardoor frisse nachten.
Tot 20 jaar geleden kenmerkte het dorp zicht door lavandel dat er volop werd geteeld. Tegenwoordig zult u er alleen nog maar abrikozen en schapen tegenkomen.
Verder zijn er veel secundaire huizen die bewoond worden door voornamelijk mensen uit Marseille, België en Nederland. Een echt Europees dorp dus.
Sinds kort heeft de eerste vrouwelijke burgemeester het roer overgenomen.
De onderstaande kaart toont de ligging van Saint-Pierre-Avez met de belangrijkste infrastructuur en aangrenzende gemeenten.

## Demografie
Onderstaande figuur toont het verloop van het inwonertal (bron: INSEE-tellingen).
Vanwege een beveiligingsprobleem met de MediaWiki Graph-software is het momenteel niet mogelijk deze grafiek weer te geven. Zodra de software is bijgewerkt zal de grafiek vanzelf weer zichtbaar worden.